# فن خطي

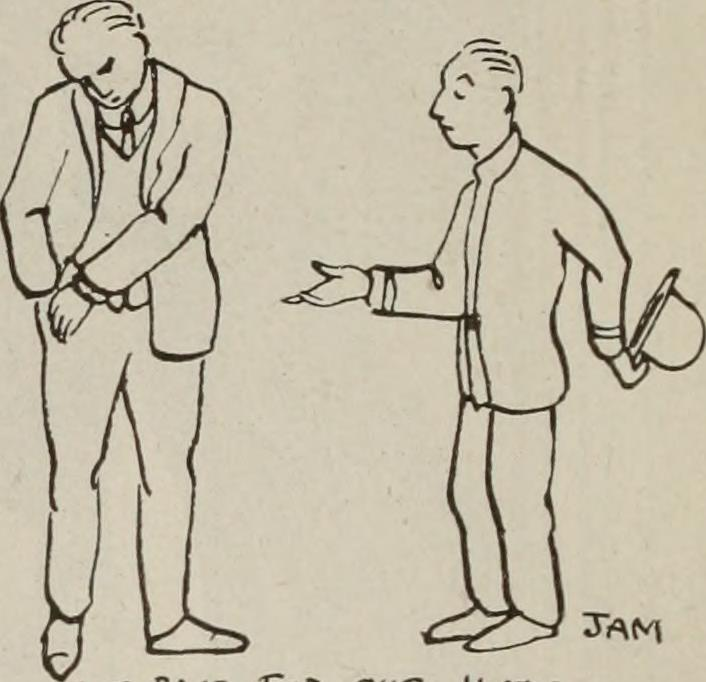
مثال على فن خطي (نُشر في مجلة المسح ، أكتوبر 1917 - مارس 1918).

الفن الخطي أو الرسم الخطي (بالإنجليزية: Line art)‏، هو أي صورة تتألف من خطوط مستقيمة أو منحنية مميزة وضعت على خلفية (عادةً مستوية)، بدون تدرجات في الظل(الظلام) أو اللونلتمثيل كائنات ثنائية أو ثلاثية الأبعاد. يمكن للفن بالخطوط استخدام خطوط من ألوان مختلفة، على الرغم من أن الفن الخطي عادةً ما يكون أحادي اللون.

## تقنيات
يركز الفن الخطي على الشكل والرسومات ذات عروض ثابتة (قليلة) (كما في الرسوم التوضيحية الفنية )، أو ذات عروض مختلفة بحرية (كما في عمل الفرشاة أو النقش ). قد يميل فن الخط نحو الواقعية (كما هو الحال في الكثير من أعمال غوستاف دوريه )، أو قد يكون كاريكاتيرًا أو رسوم متحركة أو إيديوغراف أو حرفًا رسوميًا .
يركز الفن الخطي على الشكل والرسوم، سواء كانت تتميز بعروض ثابتة (قليلة) كما في الرسوم التوضيحية الفنية، أو بعرض يتغير بحرية كما في عمل الفرشاة أو النقش. يمكن للفن الخطي أن يميل نحو الواقعية (كما في العديد من أعمال غوستاف دوريه)، أو يمكن أن يكون كاريكاتيرًا، رسوم متحركة، رمز فكري، أو حرفًا رسوميًا.

## الشكل
يعتبر الخط واحد من أكثر العناصر الأساسية في هذا الفن. من السمات المهمة للخط أنه يشير إلى حافة شكل ثنائي الأبعاد (مسطح) أو شكل ثلاثي الأبعاد. يمكن أن يُحدد الشكل عن طريق خطوط المحيط، ويمكن أيضًا تحديد الشكل الثلاثي الأبعاد عن طريق الخطوط الكنتورية.

## تاريخه
قبل تطوير التصوير الفوتوغرافي وتقنية الألوان النصفية، كان الفن بالخطوط هو التنسيق القياسي للرسوم التوضيحية التي تستخدم في النشرات المطبوعة، وذلك باستخدام الحبرالأسود على ورق أبيض. يمكن أيضًا محاكاة درجات الرمادي باستخدام تقنيتي الترقيطأو التظليل.

## معرض الصور

جمجمة
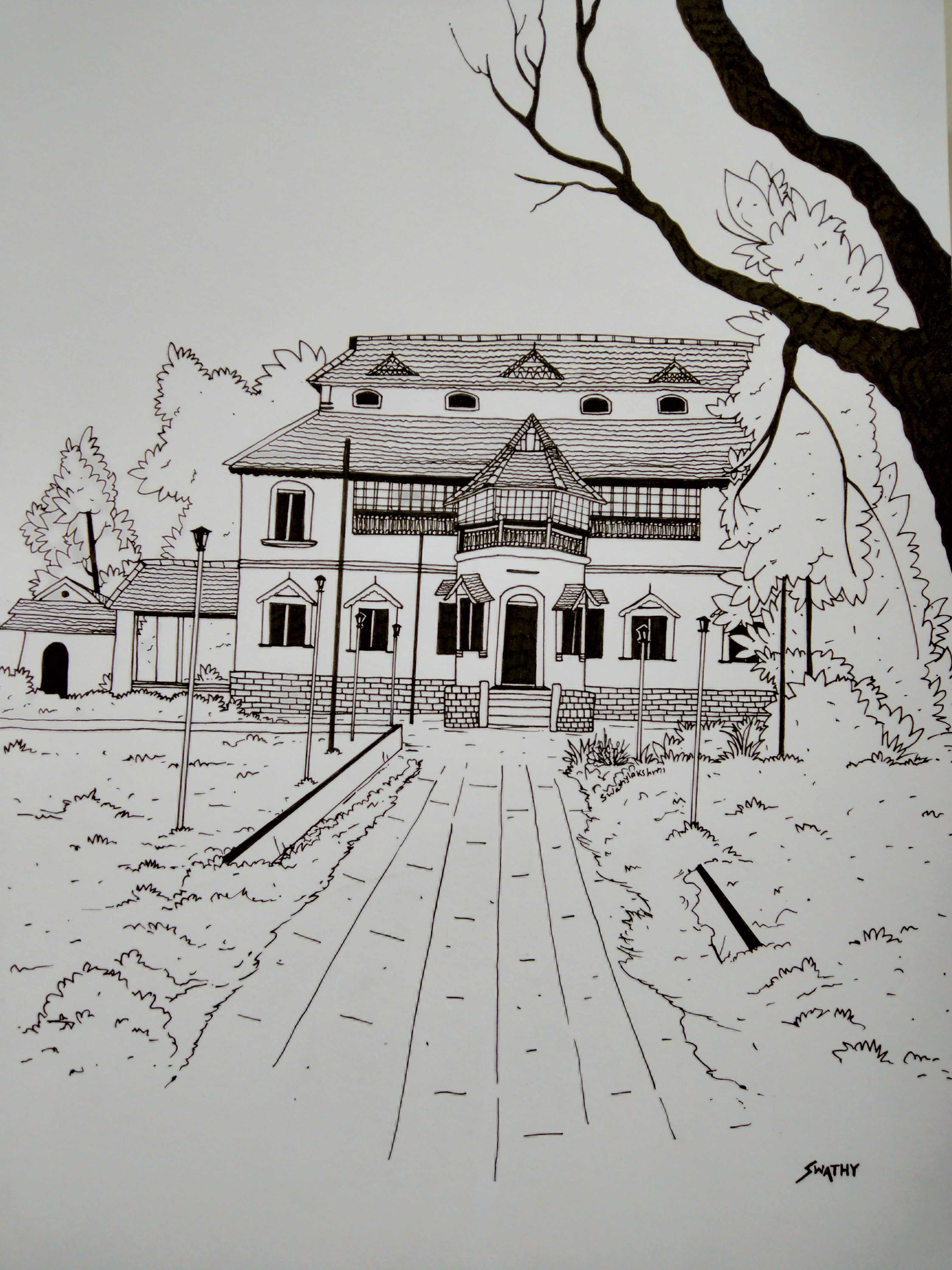
قصر كولينجود- فن خطي
فن خطي - الطاووس

## أنظر أيضا
- الخطية
- الطباعة الرئيسية القديمة
- نغمة الشاشة
- التظليل
- الترقيط
- الألوان النصفية
- نمط مواريه
- لجب
- تدرج رمادي
- رسم منظوري
- نقطة التلاشي